# بارك جونغ وو
بارك جونغ وو (مواليد 10 مارس 1989، لاعب كرة قدم كوري جنوبي دولي يجيد اللعب في الوسط .
مثل منتخب كوريا الجنوبية في كأس العام 2014 و لعب لأندية بوسان الكوري و غوانزو الصيني و نادي الجزيرة الإماراتي و انتقل إلى نادي الإمارات عام 2017 .

## روابط خارجية
- بارك جونغ وو على موقع الاتحاد الدولي (مؤرشف)  (الإنجليزية)
- بارك جونغ وو على موقع دوري كوريا الجنوبية (الإنجليزية)
- بارك جونغ وو على موقع قاعدة بيانات كرة القدم.إي يو (الإنجليزية)
- بارك جونغ وو على موقع ناشيونال فوتبول تيمز (الإنجليزية)
- بارك جونغ وو على موقع Soccerway.com (الإنجليزية)
- بارك جونغ وو على موقع أوليمبيديا (الإنجليزية)
- بارك جونغ وو على موقع AS.com (الإسبانية)